# Skateboard under sommer-OL 2020 – Street (herrer)
Street for herrer blev arrangeret i Ariake Urban Sports Park den 25. juli 2021.

## Resultater

### Semifinale
| Nr. | Utøver                    | Løb  | Løb  | Tricks | Tricks | Tricks | Tricks | Tricks | Totalt |
| Nr. | Utøver                    | 1    | 2    | 1      | 2      | 3      | 4      | 5      | Totalt |
| --- | ------------------------- | ---- | ---- | ------ | ------ | ------ | ------ | ------ | ------ |
| 1   | Aurélien Giraud (FRA)     | 9.00 | 8.85 | 8.63   | 0.00   | 8.94   | 9.09   | 0.00   | 35.88  |
| 2   | Jagger Eaton (USA)        | 8.58 | 8.52 | 0.00   | 7.95   | 8.63   | 0.00   | 9.34   | 35.07  |
| 3   | Nyjah Huston (USA)        | 7.52 | 8.12 | 0.00   | 0.00   | 8.66   | 9.13   | 8.96   | 34.87  |
| 4   | Kelvin Hoefler (BRA)      | 7.43 | 8.15 | 8.81   | 0.00   | 0.00   | 9.23   | 8.50   | 34.69  |
| 5   | Vincent Milou (FRA)       | 7.15 | 8.25 | 9.11   | 8.27   | 8.74   | 0.00   | 0.00   | 34.36  |
| 6   | Yūto Horigome (JPN)       | 8.41 | 7.58 | 8.76   | 9.00   | 5.55   | 0.00   | 0.00   | 33.75  |
| 7   | Ángelo Caro (PER)         | 1.01 | 6.96 | 0.00   | 8.99   | 8.60   | 8.38   | 0.00   | 32.93  |
| 8   | Gustavo Ribeiro (POR)     | 7.39 | 7.50 | 8.45   | 8.19   | 0.00   | 8.52   | 0.00   | 32.66  |
| 9   | Sora Shirai (JPN)         | 7.99 | 6.72 | 7.54   | 7.42   | 8.57   | 0.00   | 0.00   | 31.52  |
| 10  | Micky Papa (CAN)          | 6.66 | 5.50 | 9.01   | 0.00   | 0.00   | 0.00   | 9.22   | 30.39  |
| 11  | Jake Ilardi (USA)         | 6.85 | 6.75 | 8.02   | 0.00   | 0.00   | 7.41   | 0.00   | 29.03  |
| 12  | Giovanni Vianna (BRA)     | 7.22 | 7.10 | 0.00   | 7.57   | 0.00   | 6.26   | 0.00   | 28.15  |
| 13  | Axel Cruysberghs (BEL)    | 6.52 | 7.00 | 0.00   | 5.15   | 0.00   | 0.00   | 6.14   | 24.81  |
| 14  | Felipe Gustavo (BRA)      | 8.49 | 7.24 | 0.00   | 0.00   | 0.00   | 0.00   | 9.02   | 24.75  |
| 15  | Jhancarlos González (COL) | 4.92 | 5.22 | 7.43   | 6.00   | 0.00   | 0.00   | 0.00   | 23.57  |
| 16  | Shane O'Neill (AUS)       | 4.66 | 6.23 | 8.63   | 0.00   | 0.00   | 0.00   | 0.00   | 19.52  |
| 17  | Yūkito Aoki (JPN)         | 5.32 | 5.69 | 7.59   | 0.00   | 0.00   | 0.00   | 0.00   | 18.60  |
| 18  | Brandon Valjalo (RSA)     | 3.18 | 1.24 | 0.00   | 5.42   | 6.57   | 0.00   | 0.00   | 16.41  |
| 19  | Manny Santiago (PUR)      | 2.21 | 3.24 | 0.00   | 0.00   | 0.00   | 0.00   | 0.00   | 5.45   |
| 20  | Matt Berger (CAN)         | 2.01 | 2.01 | 0.00   | 0.00   | 0.00   | 0.00   | 0.00   | 4.02   |

### Finale
| Nr.                              | Udøvere               | Løb  | Løb  | Trick | Trick | Trick | Trick | Trick | Totalt |
| Nr.                              | Udøvere               | 1    | 2    | 1     | 2     | 3     | 4     | 5     | Totalt |
| -------------------------------- | --------------------- | ---- | ---- | ----- | ----- | ----- | ----- | ----- | ------ |
| 1                                | Yūto Horigome (JPN)   | 8.02 | 6.77 | 9.03  | 0.00  | 9.35  | 9.50  | 9.30  | 37.18  |
| 2. plads, sølvmedaljemodtager(e) | Kelvin Hoefler (BRA)  | 8.98 | 8.84 | 8.99  | 0.00  | 0.00  | 7.58  | 9.34  | 36.15  |
| 3                                | Jagger Eaton (USA)    | 8.20 | 9.05 | 0.00  | 8.70  | 9.40  | 0.00  | 0.00  | 35.35  |
| 4                                | Vincent Milou (FRA)   | 7.87 | 5.54 | 9.23  | 0.00  | 8.34  | 0.00  | 8.70  | 34.14  |
| 5                                | Ángelo Caro (PER)     | 7.01 | 6.89 | 9.00  | 0.00  | 0.00  | 8.65  | 8.21  | 32.87  |
| 6                                | Aurélien Giraud (FRA) | 4.21 | 7.20 | 8.68  | 0.00  | 9.00  | 0.00  | 0.00  | 29.09  |
| 7                                | Nyjah Huston (USA)    | 7.90 | 9.11 | 9.09  | 0.00  | 0.00  | 0.00  | 0.00  | 26.10  |
| 8                                | Gustavo Ribeiro (POR) | 7.23 | 5.82 | 0.00  | 0.00  | 0.00  | 0.00  | 2.00  | 15.05  |